# 鄂伦春自治旗
鄂伦春自治旗，是中华人民共和国内蒙古自治区呼伦贝尔市东北部下辖的一个自治旗。自治旗人民政府駐阿里河鎮。

## 歷史
鄂伦春自治旗境域最早属东胡地，公元前209年匈奴占败东胡后属匈奴地，汉朝属拓跋鲜卑地，后魏至隋唐时属室韦地，辽朝属上京道东北路招讨司，金朝属蒲与路，元朝属辽阳行省山北辽东道，明朝属奴尔干都指挥使司。清朝天命年间至天聪年间，居住在黑龙江中上游的索伦部（清初对鄂伦春、鄂温克、达斡尔等族的总称）陆续归附清朝。顺治年间因为沙俄军队入侵黑龙江以北地区，将居住在黑龙江北岸的索伦部等族迁移到黑龙江南岸居住，由清政府中央理藩院直接管辖。康熙二十二年（1683年）清政府设置黑龙江将军，鄂伦春地属黑龙江将军管辖。
民国时期，鄂伦春地属布西设治局。1931年九一八事变后，日本于1932年占领中国东北，于6月27日建立鄂伦春旗。鄂伦春旗由于无固定居民无法行使行政权，于1933年7月12日裁撤，行政权从1934年由兴安东省执掌，1937年到1945年8月日本投降前由日本特务机关直接执掌。日本投降后，于1946年1月在原兴安东省辖区建立纳文慕仁省，6月7日改称纳文慕仁盟，莫力达瓦旗和巴彦旗归纳文慕仁盟管辖。1949年4月，巴彦旗并入莫力达瓦旗。
1951年4月7日，中央人民政府政务院批准，析出莫力达瓦旗甘奎努图克、诺敏努图克、多布库尔努图克和喜桂图旗的托扎明4个苏木，设立鄂伦春旗，由内蒙古自治区呼纳盟管辖。1952年5月31日，经内务部批准，鄂伦春旗改为鄂伦春自治旗。1953年4月，鄂伦春自治旗隶属内蒙古自治区东部行政公署，1954年5月改隶呼伦贝尔盟。1964年，中国共产党中央、国务院为开发大兴安岭林区，在原属地权不变的原则下将鄂伦春自治旗加格达奇、松山地区（今加格达奇区、松岭区）划归黑龙江省大兴安岭特区管理。1969年7月，鄂伦春自治旗随同呼伦贝尔盟划归黑龙江省管辖。1970年4月，鄂伦春自治旗划归黑龙江省大兴安岭地区。1979年7月，鄂伦春自治旗划归内蒙古自治区呼伦贝尔盟，但加格达奇区、松岭区仍归黑龙江省大兴安岭地区管理。2001年，呼伦贝尔盟改为呼伦贝尔市，鄂伦春自治旗属呼伦贝尔市管辖。

## 土地气候
鄂伦春自治旗位于呼伦贝尔市东北部，大兴安岭南边，嫩江西岸，北边与黑龙江省呼玛县以伊勒呼里山为界，东边与黑龙江省嫩江市隔江相邻，南边与莫力达瓦达斡尔族自治旗、阿荣旗相邻，西边与根河市、牙克石市相邻。本旗土地面积54657.8平方公里（加格达奇区、松岭区占17967.82平方公里），其中林地面积4389万亩，草地面积1890万亩，宜农林牧荒山1210万亩，耕地面积为206万亩（未含加格达奇区、松岭区）。鄂伦春自治旗森林主要分布在森工企业施业区，其中落叶松主要分布在北部、西部、东部；白桦、柞树主要分部在西南部；山杨、柳树、灌木丛、榛柴主要分布在东南部、南部。全旗天然草原面积为1419.69万亩，其中可利用草原面积为1242.26万亩，草原以低地草甸类为主。草种分78科324属680种，草质居中量大，总产草量200万吨，饲用草种主要有小叶樟、大针茅、野豌豆、杂花苜蓿、漂筏苔草等。
鄂伦春水域面积为9.8万亩，主要河流是属嫩江右岸水系的甘河、诺敏河、欧肯河、多布库尔河、古里河、那都里河，总流域面积5万多平方公里。年平均降水深为450到500毫米，年降水量459.3~493.4毫米，总降水量约40亿立方米。地表水、地下水贮量人均占有3万多立方米，但由于地处山区且丘陵多，地下水开发难度较大。
鄂伦春自治旗属寒温带半湿润大陆性季风气候，四季变化明显，年均气温在-2.7~-0.8℃，7月份气温最高，平均为17.9~19.8℃，无霜期平均95天，风速较小。

## 动物矿产
鄂伦春自治旗由于森林茂密，河流湖泊纵横交错，人烟稀少，禁猎、禁伐和天然林保护工程的实施，致使野生动物资源丰富，种类和数量较多。鸟类有约192多种，其中35种是国家重点保护鸟类，其中国家I级保护鸟类有白鹳、黑鹳、金雕、黑嘴松鸡和丹顶鹤5种。由于鄂伦春的夏季短而温暖、冬季长而寒冷，常年温度较低，因此大部分鸟类为定期迁徙的夏候鸟，如雁形目、鹤形目鸟类等；而留鸟中多为隼形目、鸡形目、雀形目鸟类。兽类有40多种，以啮齿目种类最多，其次是食肉目，为了抗御严寒都有丰厚的毛皮，可以分为两种生态类型：即北极型和林栖型，其中北极型有：驼鹿、貂熊、白鼬、雪兔、狼等，林栖型的有：紫貂、马鹿、狍、猞猁、豹猫、野猪、灰鼠、狐、水獭等，其中国家I级保护动物有紫貂和貂熊。
鄂伦春自治旗已发现矿产25种，已查明或初步查明具规模的矿产地有23处。金属矿产主要有铁、铜、铅、锌、钼、银、铟、镓、镉，其中铁矿石量1855.4万吨、铜金属量11.05万吨、铅金属量13.58万吨、锌金属量110.09万吨、钼金属量18.2万吨，已探明矿产地7处，主要矿区有吉源铁矿、新福村北铁锌矿、上坑锅铅锌矿、八岔沟西铅锌矿、兴阿铜钼矿、宜里农场铜钼矿、甘东七运矿区锌铅银矿等。非金属矿产主要有沸石、萤石、硅石、水泥用石灰岩、珍珠岩、膨润土、建筑用砂石、砖瓦用粘土，储量规模较大的矿区、地质勘查程度较高的矿区有吉峰东沟水泥用石灰岩，小型规模有大杨树东山沸石矿、哈达罕萤石矿、宜里硅石矿、甘奎鹿场膨润土矿、大杨树烈士墓膨润土矿、红星村膨润土矿、大杨树镇远东建材膨润土矿、银阿珍珠岩矿等。水汽类矿产地有阿里河镇北和神泉山天然矿泉水。

## 人口经济
2020年，鄂伦春自治旗实现地区生产总值683090万元人民币，其中第一产业增加值287717万元人民币（其中农林牧渔业总产值为470895.31万元人民币，牧业产值102748.72万元人民币，渔业产值2216.32万元），第二产业增加值59732万元人民币（其中工业增加值42260万元人民币，建筑业增加值17471万元人民币），第三产业增加值335641万元人民币。人均地区生产总值为28128元人民币，城镇常住居民人均可支配收入达到27819元人民币，农村常住居民人均可支配收入达到11502元人民币。2020年3月4日，经内蒙古自治区人民政府研究，同意鄂伦春自治旗退出贫困旗县。
2020年末，鄂伦春自治旗户籍人口240728人，共111251户，其中城镇人口181322人，乡村人口59406人；男性121884人，女性118844人；汉族210016人，蒙古族10776人，鄂伦春族3017人，鄂温克族3391人，达斡尔族6187人。
2020年，鄂伦春自治旗共有中小学29所，其中小学17所，初中10所，高中2所，幼儿园21所，中等职业学校3所。基础教育在校学生18130人，其中高中2054人，初中4415人，小学8137人，特殊教育71人，在幼儿园人数3453人。教职工人数3195人，其中专任教师1937人。

## 行政区划
鄂伦春自治旗下辖：阿里河镇、大杨树镇、甘河镇、吉文镇、诺敏镇、乌鲁布铁镇、宜里镇、克一河镇、古里乡、托扎敏乡、诺敏河农场、宜里农场、扎赉河农场、古里农场、松岭地区、大杨树林业局、甘河林业局、克一河林业局、吉文林业局、阿里河林业局、大兴安岭农工商联合公司、东方红农场、欧肯河农场、毕拉河林业局、大兴安岭林管局伊图里河林业局、大兴安岭林管局库都尔林业局、大兴安岭林管局乌尔其汗林业局和加格达奇区。
其中加格达奇区和松岭区由黑龙江省大兴安岭地区管理。